# Daihatsu Tanto
La Daihatsu Tanto est une petite voiture du constructeur automobile japonais Daihatsu, réservée au marché japonais et appartenant, dans ce pays, à la catégorie des Keijidōsha. Ce modèle se caractérise par un style extrêmement anguleux et cubique, avec un capot écourté au maximum : priorité est donnée à l'impression d'espace à bord, avec un habitacle très haut et qui exploite le plus possible les dimensions imposées pour appartenir à la catégorie des keijidōsha.

## Première génération (2003 - 2008)
Le Tanto première génération est sorti au Japon en novembre 2003.
Succès immédiat pour cette Daihatsu. Sur l'ensemble de sa carrière, le Tanto première génération a évolué autour des 100 000 ventes annuelles. Et alors que le marché japonais est généralement assez difficile, avec des carrières dont le plus fort se situe dès la première année, le Tanto a réalisé sa meilleure vente lors de sa troisième année de vie, avec 106 000 ventes en 2006 lui valant, cette année-là, la 5e sur le marché japonais, toutes catégories confondues.

## Deuxième génération (depuis 2008)
La deuxième génération de Daihatsu Tanto était présentée au Tokyo Motor Show d'octobre 2007 et sa carrière démarrait dès le mois de décembre suivant. Le succès de la première mouture a incité le constructeur a reconduire le principe d'un gros cube à roulettes. Bien sûr, le Tanto "2" appartient toujours à la catégorie des keijidosha. Afin de donner un argument de vente supplémentaire à son Tanto dont la ligne, bien que nouvelle, évolue en fait assez peu, Daihatsu a retiré le montant central du pavillon côté passager (donc côté gauche, au Japon), ce qui permet, grâce aux portes arrière coulissante, de ménager un accès immense vers l'habitacle. Il lui fallait bien cela pour tenir à distance son nouveau rival le Suzuki Palette, apparu en même temps que lui.
Par ailleurs, la transmission est plus évoluée, avec la disparition de la boîte automatique à 3 vitesses au profit, au choix, d'une boîte automatique 4 vitesses ou d'un variateur CVT.

## La carrière du Tanto "2"
Avec presque 160 000 ventes au Japon en 2008, la deuxième génération de Tanto dépasse d'environ 50 % les scores, pourtant déjà bons, de son prédécesseur. Le Tanto s'est ainsi classé 4e sur son propre marché en 2008.